# متحف سكك حديدية (بلغراد)
متحف السكك الحديدية في بلغراد (بالصربية: Železnički muzej / Железнички музеј) هو متحف في سوفسكي فيناتش في بلغراد. تأسس المتحف في 1 شباط 1950، واليوم هو تابع للسكك الحديدية الصربية. وعُقد المعرض الأول للمتحف في عام 1953 تحت عنوان «تاريخ السكك الحديدية اليوغوسلافية». يمتلك المتحف أكثر من 40,000 غرض ويحتوي على أرشيف ومكتبة أيضًا.

## بعض المعروضات

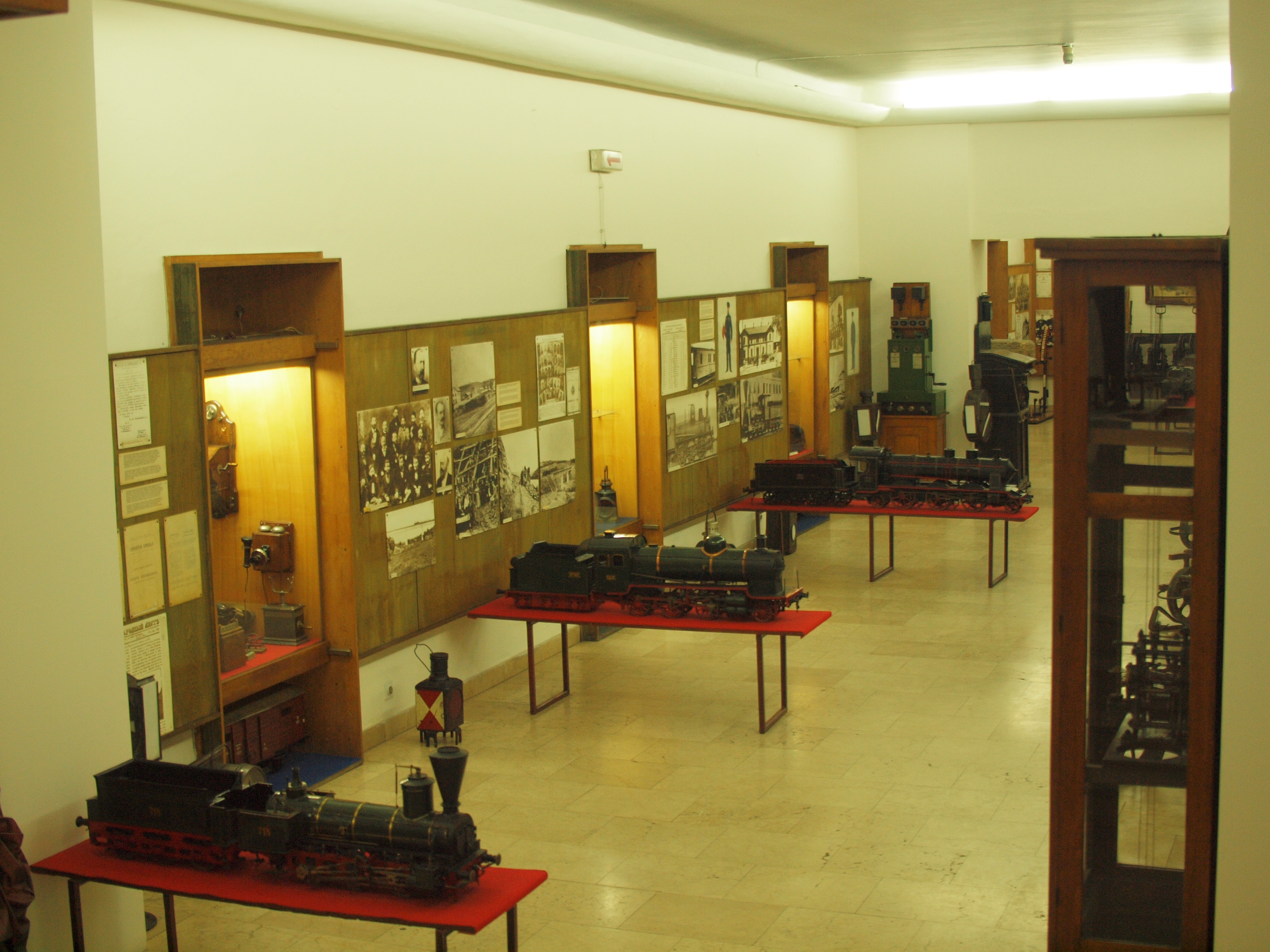
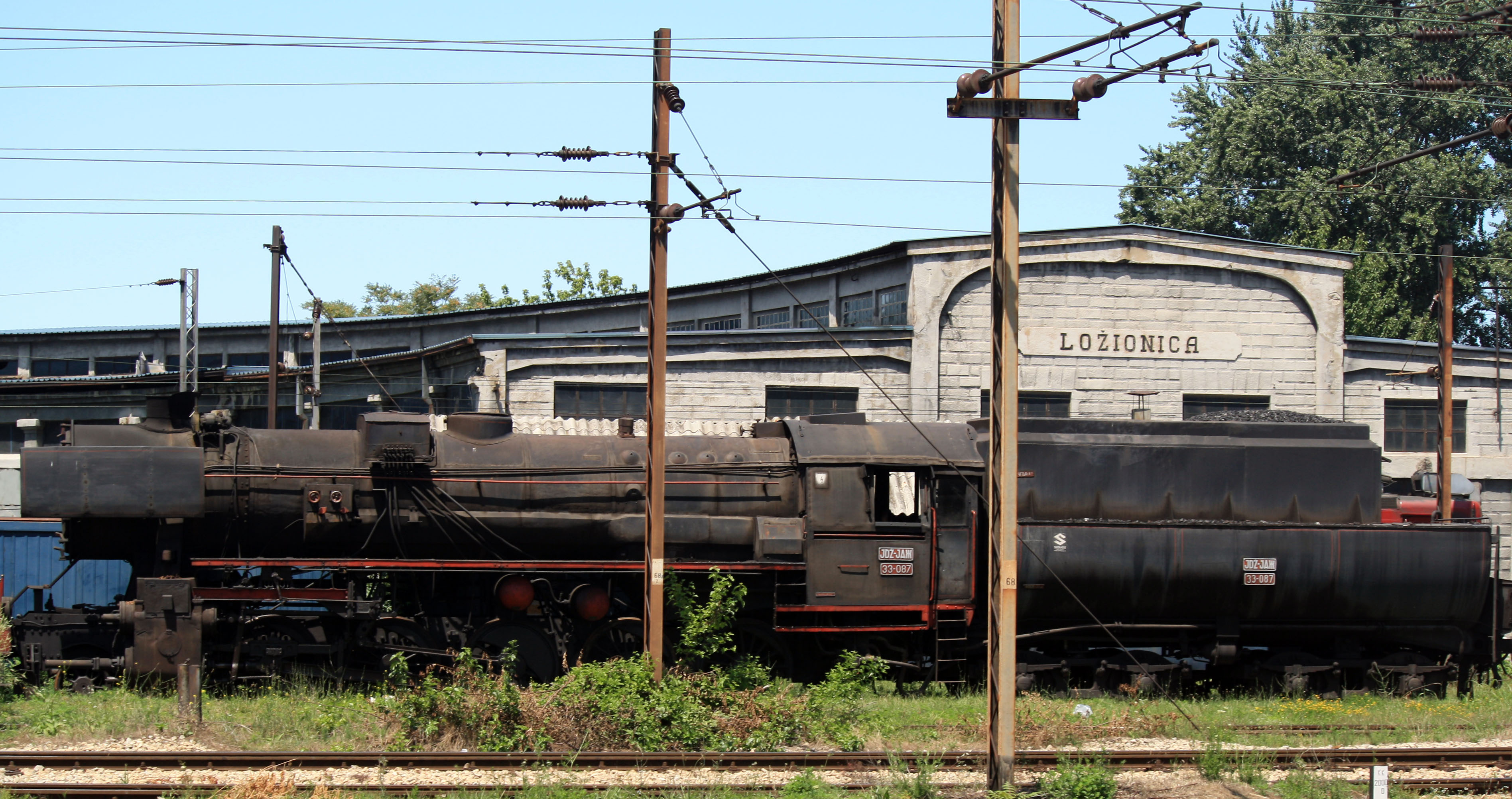
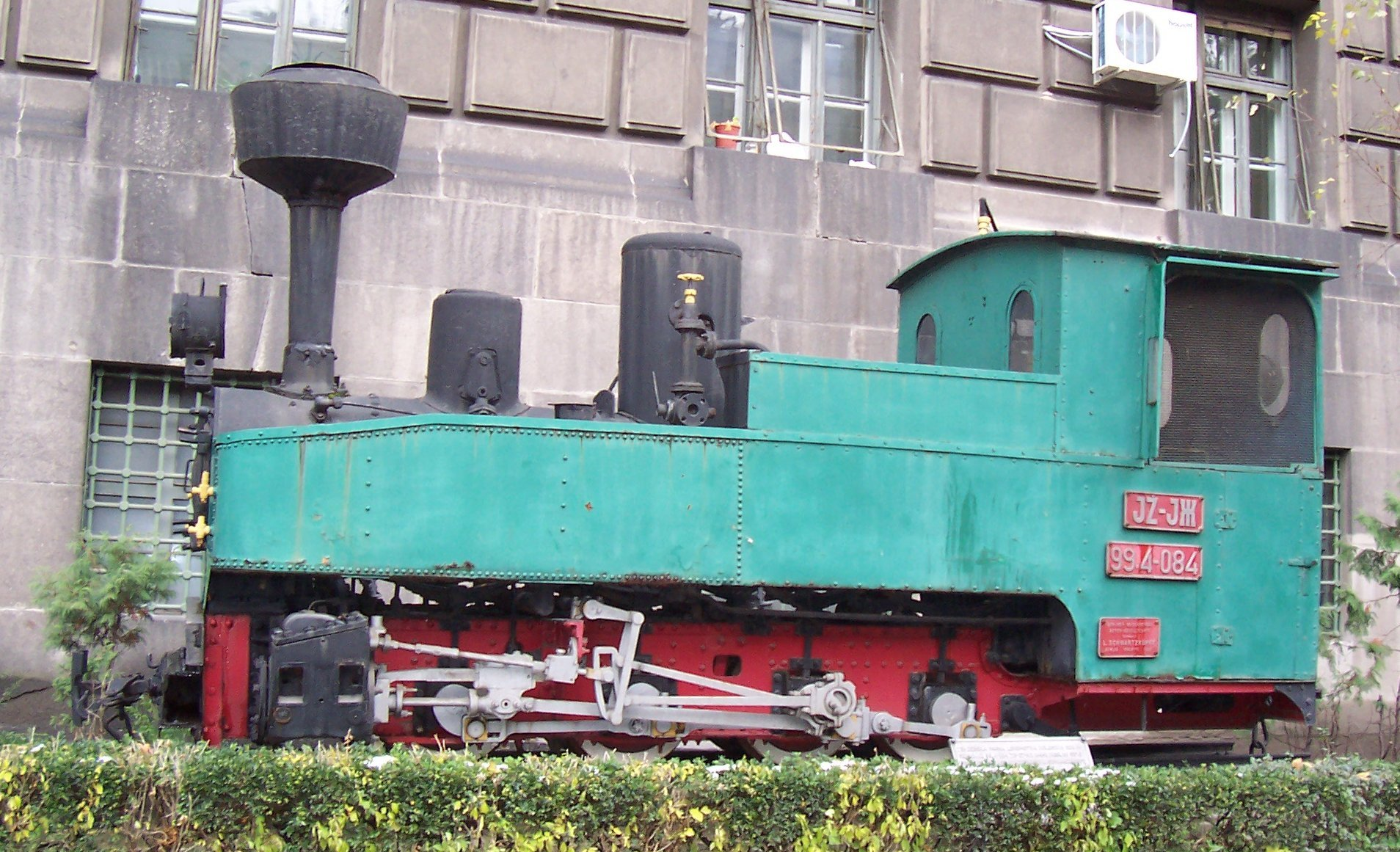